# Офсет штампа
Поступак офсет штампе
Равна офсет штампа спада у технике индиректне штампе, што значи да се боја са форме не преноси директно на подлогу, него се претходно преноси на гумену покривку (која је постављена на офсетни цилиндар) а затим са ње на материјал за штампу. Код равне штампе штампајући и нештампајући елементи налазе се у истој равни, а међусобно се разликују по својим физичко-хемијским карактеристикама. Штампарска форма је тако припремљена да су штампајуће површине пријемчиве за боју а одбијају воду, док нештампајуће површине примају воду а после влажења одбијају боју. На форму се прво наноси средство за влажење (вода) које прекрива у танком слоју олиофобне, нештампајуће елементе, док боја која се на форму наноси после воде прекрива само олиофилне, односно штампајуће елементе.
Постоје технике равне, високе, дубоке али и дигиталне индиректне штампе. Поступак равног офсета данас је најраспрострањенији поступак штампања - покрива 85% штампарске делатности у целом свету.
Штампарске машине за равну офсет штампу припадају групи ротационих машина, то значи да су елементи уређаја за остваривање притиска у штампарској јединици цилиндри, чије је основно кретање ротационо. Савитљива штампарска форма се причвршћује на цилиндар који је у контакту са офсет (гуменим) цилиндром, тако да се отисак са форме преноси на гумени цилиндар а са њега на материјал за штампу.
Процес штампе у техници равног офсета одиграва се тако што се на форму која је причвршћена на цилиндар форме, помоћу система ваљака за влажење, прво наноси средство за влажење, које се задржава само на хидрофилним нештампајућим елементима, док штампајуће површине остају суве. Затим се на овакву површину штампарске форме наноси боја, која приања само на штампајуће површине које нису прекривене водом. Даље се боја са штампајућих површина форме преноси на гумени цилиндар са ког се врши отискивање.
Значи, три главна елемента офсет штампе су:
- цилиндар носилац штампарске форме, изнад ког су уређаји за влажење и боју,
- цилиндар носилац гуменог омотача, који на себе прима штампајуће елементе и преноси их на трећи сегмент (садржи компресибилни слој) и
- цилиндар за притисак.

Гумени цилиндар остварује неколико важних функција:
- гумена пресвлака ублажује евентуалне неравнине на папиру;
- обезбеђује равномерну расподелу притиска на целој контактној површини и ствара услове за једнакост отиска као целине;
- обезбеђује значајну уштеду у боји (боје које се користе у себи садрже више пигмената, имају велики вискозитет и високу покривну моћ);
- омогућава штампање на врло танком папиру.

Штампарска форма за равну офсет штампу састоји се из једног дела у облику плоче, која може бити израђена од литографског камена, цинка, алуминијума (монометалне плоче) или од комбинације неколико метала (полиметалне плоче), затим од пластичне или папирне фолије... Штампарска форма за равну офсет штампу израђује се директним или индиректним поступком. Директним поступком штампарска форма се израђује на литографском камену (писањем и цртањем), затим на пластичним и папирним фолијама (снимањем на апаратима и камерама са електростатичким поступком копирања), осветљавањем помоћу ласерских зрака, писањем и куцањем. А индиректним поступком штампарска форма се израђује коришћењем копирних предложака (негатива или позитива) и копирањем на монометалне или полиметалне плоче. За индиректан поступак добијања штампарске форме потребно је израдити монтажну форму (табак).
Неке од предности офсет штампе:
- постојан висок квалитет слике – оштрија и чистија штампа слова зато што се гумени покривач прилагођава текстури штампајуће површине;
- могућност коришћења широког спектра штампајућих површина, сем глатког папира (на пример дрво, тканина, метал, кожа, груби папир);
- брза и лака израда штампарских плоча;
- дужи животни век плоча него код директних лито-преса – зато што не постоји директан додир плоче и штампајуће површине.

Прва литографска офсет штампарска преса је направљена у Енглеској око 1875. године и била је дизајнирана за штампање на металу. Преносни цилиндар је био покривен посебно третираним картоном који је преносио штампану слику са лито-камена на површину метала. Неких пет година касније, картонски прекривач преносног цилиндра замењен је гумом, која је и данас најчешће коришћени материјал.
Прва особа која је употребила офсет пресу за штампање на папиру вероватно је био Американац Ајра Вошингтон Рабел (Ira Washington Rubel) 1903. године. Идеју је добио случајно, када је приметио да кад год у преси током рада није постављен лист папира, камен штампа слику на гумом обложени цилиндар за притискивање, те следећи утисак има слику са обе стране: директну лито-слику на предњој и слику са гумираног цилиндра на задњој страни. Рабел је потом приметио да је слика на задњој страни много оштрија и јаснија него директна лито-слика зато што је мекана гума могла боље да утисне слику у папир него тврди камен. Убрзо је одлучио да направи пресу која је сваку слику са плоче штампала прво на гумени прекривач па потом на папир. Браћа Чарлс и Алберт Харис (Charles and Albert Harris) су у исто време независно посматрала процес и убрзо потом развила офсетну пресу за Harris Automatic Press Company.
- Харис је своју офсетну пресу засновао на ротирајућој Letterpress машини. Користила је металну плочу савијену око цилиндра на врху машине која је додиривала ваљке за боју и воду. Преносни (офсетни) цилиндар био је постављен директно испод и био је у додиру са цилиндром за плочу. Цилиндар за притисак испод њега притискао је папир на покривач да би се слика пренела на лист (погледајте дијаграм). Иако се овај поступак у основи и данас примењује, усавршавање је довело до двостране штампе и мрежног улагања (web feeding, коришћење ролни уместо листова папира).

Током 1950-их офсет штампа је постала најпопуларнији облик комерцијалног штампања и било је много побољшања на плочама, боји и папиру, чиме су предности ове технике – брзина израде и трајност плоча – доведене до врхунца. Данас се главнина штампе, укључујући и новине, врши овим процесом.

## Површинске појаве у процесу штампања
Графички производи се добијају штампањем.У току процеса штампања долази до међусобног дејства молекула између штампарске форме,боје и материјала за штампање (фазе).Као последица специфичног понашања молекула  на граничној површини  фаза јављају се површинске појаве:површински напон,квашење и апсорпција.

### Површински напон
Површински напон је карактеристичан за сваку граничну површину.Од интензитета кохезионих сила између молекула зависи вредност површинског напона.Поларни молекули имају већи површински напон.
За квалитетну штампу битни су:
- површински напон раствора за влажење (вода)
- површински напон боје
- међуфазни напон

### Квашење офсетне плоче водом
Течности које имају већи површински напон,слабо ће квасити чврсту површину.Вода са површинским напоном од 72 њутна  по метру неће добро квасити  површину офсетне алуминијумске плоче.Води се додају неке супстанце (изо-пропил алкохол) које смањују површински напон  и на тај начин се побољшава квашење.

### Селективно квашење офсет плоче
Штампарска форма за офсет штампу истовремено се кваси двема течностима бојом и водом (раствором за влажење).Посто су веће адхезионе силе између боје и штампајућих елемената,а мање између боје и нештампајућих елемената,боја ће квасити штампајуће елементе.Нештампајући елементи ће се добро квасити водом.

### Адсорпција
Штампајући и нештампајући елементи на штампарској форми  за офсет штампу формирају се адсорпцијом одговарајућих једињења који имају афинитет према боји,односно води.Офсетна плоча је адсорбент.Већи број молекула адсорбоваће се ако  се плоча више охрапави.То значи  да ће стабилност штампајућих елемената  бити већа и плоча ће дати већи тираж.